# Huta, Slavuta
Huta (în ucraineană Гута) este un sat în comuna Horoveț din raionul Slavuta, regiunea Hmelnîțkîi, Ucraina.

## Demografie
Componența lingvistică a localității Huta
     Ucraineană (99,26%)
     Alte limbi (0,74%)
Conform recensământului din 2001, majoritatea populației localității Huta era vorbitoare de ucraineană (99,26%), existând în minoritate și vorbitori de alte limbi.